# Ильиных, Ольга Павловна
О́льга Па́вловна Ильины́х (род. 8 октября 1958 года, Пермь) — российский государственный и общественный деятель, социолог. Секретарь Пермского обкома ВЛКСМ, начальник отдела по делам молодёжи администрации Перми, председатель департамента культуры и искусства Пермской области, президент ассоциации учащейся молодёжи и детей Пермской области «Юность», проректор по внеучебной работе Пермского университета (2007—2015). Почётный работник сферы молодёжной политики РФ.

## Биография
Окончила исторический факультет Пермского университета. 3 года работала по распределению в школе г. Верещагино учителем истории и обществознания, завучем по воспитательной работе.
В 1985—1990 годах — секретарь Ленинского РК ВЛКСМ г. Перми, делегат XXI съезда ВЛКСМ, I российского съезда Союза молодёжи. В 1991—1992 годах — секретарь Пермского обкома комсомола, принимала активное участие в создании органов исполнительной власти по делам молодёжи.
В 1992—1997 годах — руководитель факультета воспитательной работы, старший преподаватель кафедры воспитательных систем развития личности Пермского института повышения квалификации работников образования.
В 1997 году под руководством М. Г. Писманика защитила кандидатскую диссертацию «Социальный кризис российского общества и мировоззрение молодёжи» с присвоением степени кандидата философских наук.
С 1997 года — начальник отдела по делам молодёжи Администрации г. Перми. Разработала первую городскую целевую программу «Молодёжь г. Перми». Создала городской молодёжный информационный центр — первое муниципальное учреждение в сфере молодёжной политики.
Организатор и участник молодёжных волонтёрских проектов в Перми, Германии, Нидерландах, Украине. Более двадцати лет руководит областным лагерем актива учащейся молодёжи «Юность».
С 2002 по апрель 2007 года — председатель департамента культуры и искусства Пермской области (Пермского края). Являлась членом комиссии по присуждению премии Пермской области в сфере культуры и искусства; входила в состав жюри VIII Пермского областного театрального фестиваля «Волшебная кулиса».
С 2006 года — преподаватель кафедры социальной работы юридического факультета Пермского университета (ныне работает на кафедре философии философско-социологического факультета).

## Награды
- Благодарность Министра культуры и массовых коммуникаций Российской Федерации (30 августа 2006 года) — за многолетний добросовестный труд и значительный вклад в развитие культуры[2].
- Знак «Почётный работник сферы молодёжной политики».
- Медаль республики Украина «Защитник Отечества».
- Медаль ордена Княгини Ольги, учреждённая общественной организацией «Юлианский орден рыцарей Александра Невского».
- Памятная медаль «XXVII Всемирная летняя универсиада 2013 года в г. Казани» (2016).